# 栃本関所

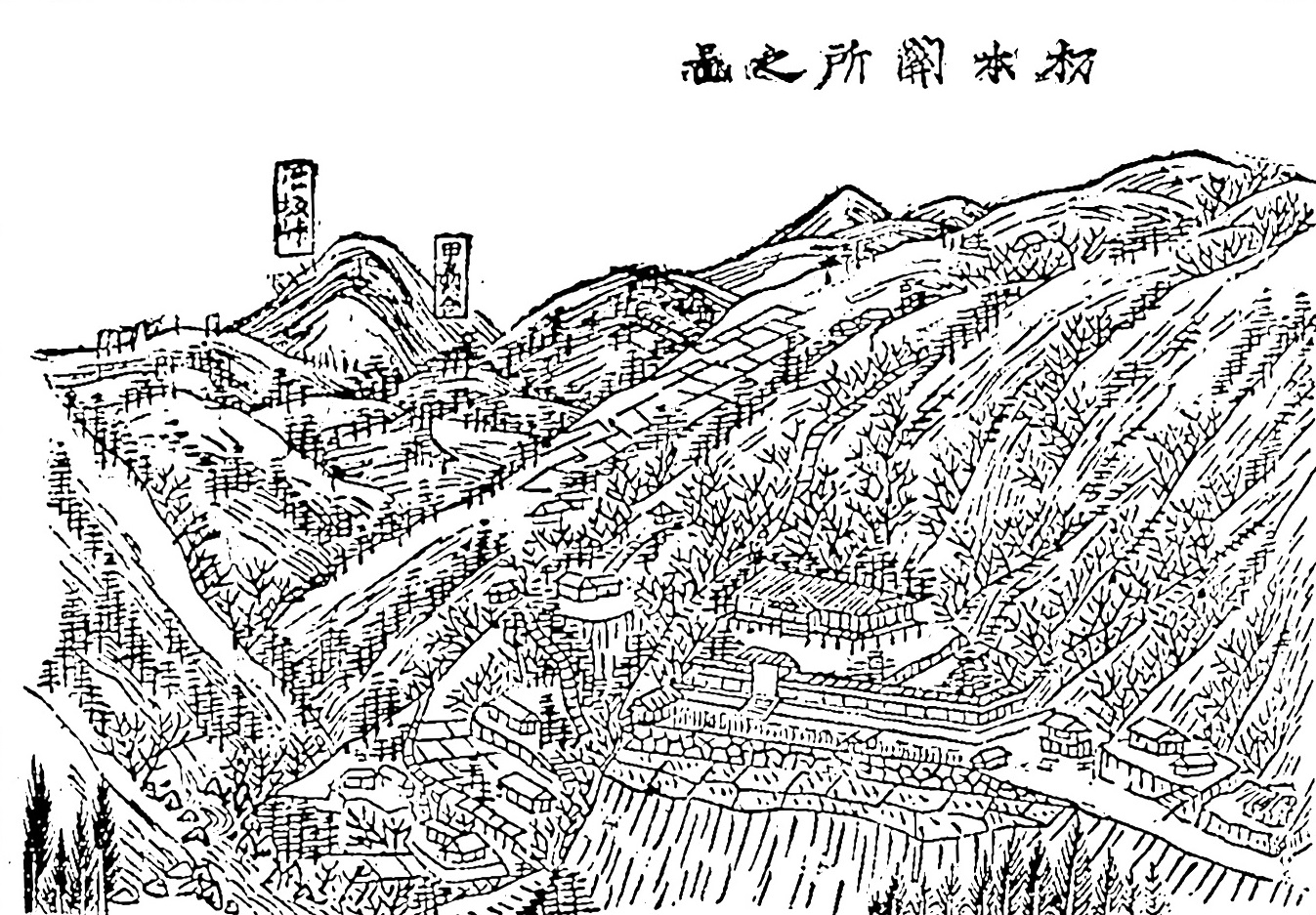
栃本関所の図(新編武蔵風土記稿. 巻之264　秩父郡19に拠る。)。

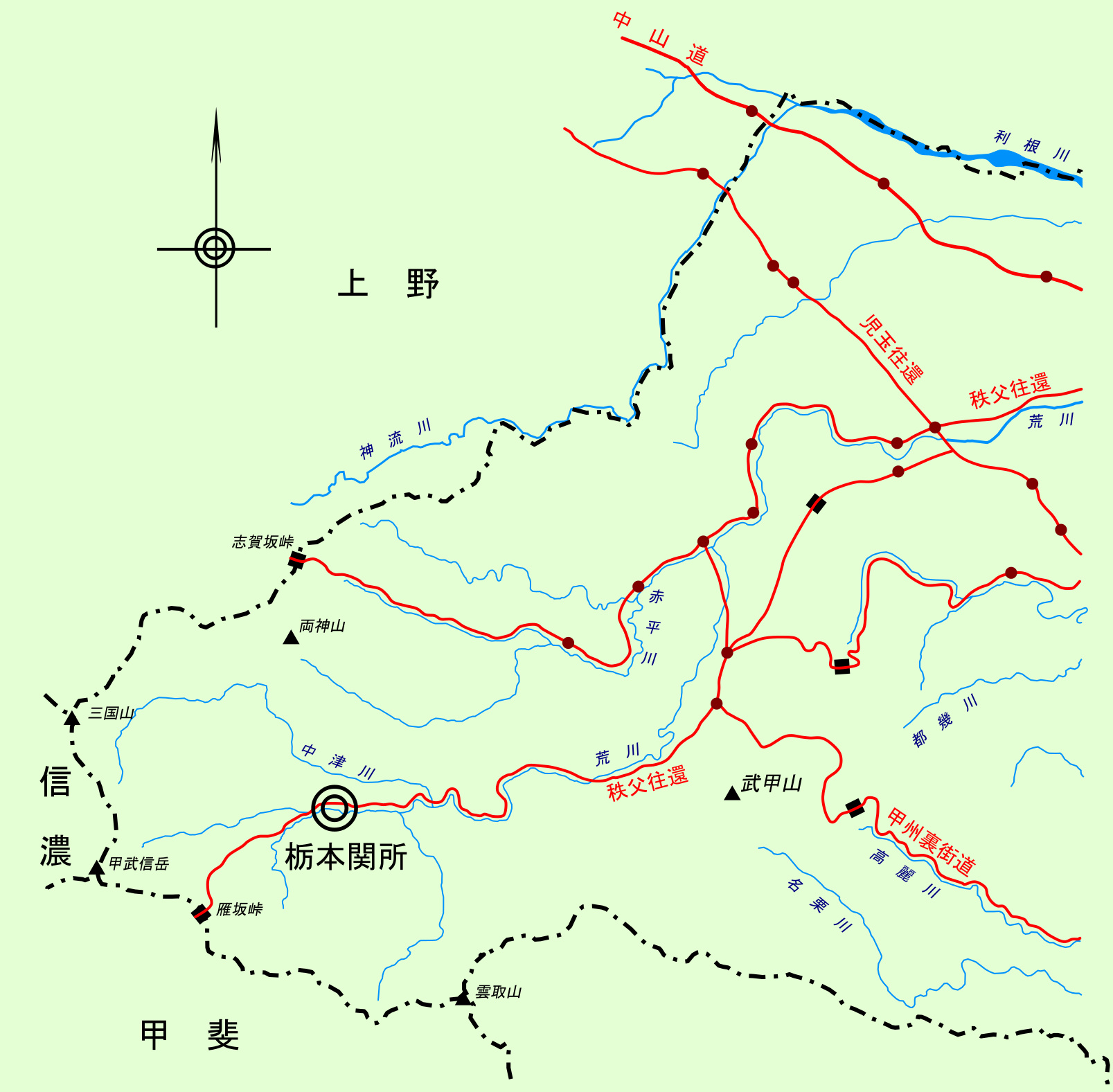
秩父往還に設置された栃本関所の位置

栃本関所（とちもとせきしょ）は、武蔵国と甲斐国の間の雁坂峠を越して通じる秩父往還（別称、甲州裏街道）にあった関所のひとつ。戦国時代に武田氏が設置したものを江戸時代に関東郡代の伊奈氏が幕府の関所として整備したものである。
別称、菅平関がある。栃本関所廃止後、その跡地は、「栃本関跡」として国の史跡に指定された。現在の埼玉県秩父市大滝村栃本に相当する。

## 概要
栃本関所は、武蔵・甲斐の間を通じる雁坂峠を越す秩父往還で武州に置かれた山間部の関所である。現在の埼玉県秩父市大滝村栃本に相当する。菅平宿に接していることから、別称に菅平関がある。
栃本関所の番頭は大村家が務めていた。
戦国時代は、敵の侵攻に対する要衝とされていたが、江戸時代には警備となっていた。栃本関所は、江戸時代成立以前は軍事的な警備を目的としたが、江戸時代には、「入鉄炮出女」の監視の役割を果たした。また、栃本の奧にあった真の沢・股の沢・小荒川の金山の監視が重要な役割であった。
寛永8年（1631年）栃本関所の警備強化のため、武州麻生村と甲州河本村に加番所が設置され、麻生加番所、川浦加番所とされた。関守は、栃本・上中尾・下納・大久保の四組が栃本関所・麻生加番所の警備を務めた。
栃本・麻生の扱いは、関所、番所、口留番所などがみられ、統一されていない。また、『諸国御関所覚書』には、栃本関所の記載はない。
関所の廃止は、慶応4年（1868年）8月に通達があるが、口留番所の廃止通達がない。そのため、翌明治2年（1869年）に岩鼻県へ伺いの上番所を廃止、関門を取り払っている。その後関所跡は、1970年（昭和45年）に「栃本関跡」として国の史跡に指定されている。

## 栃本関所の位置

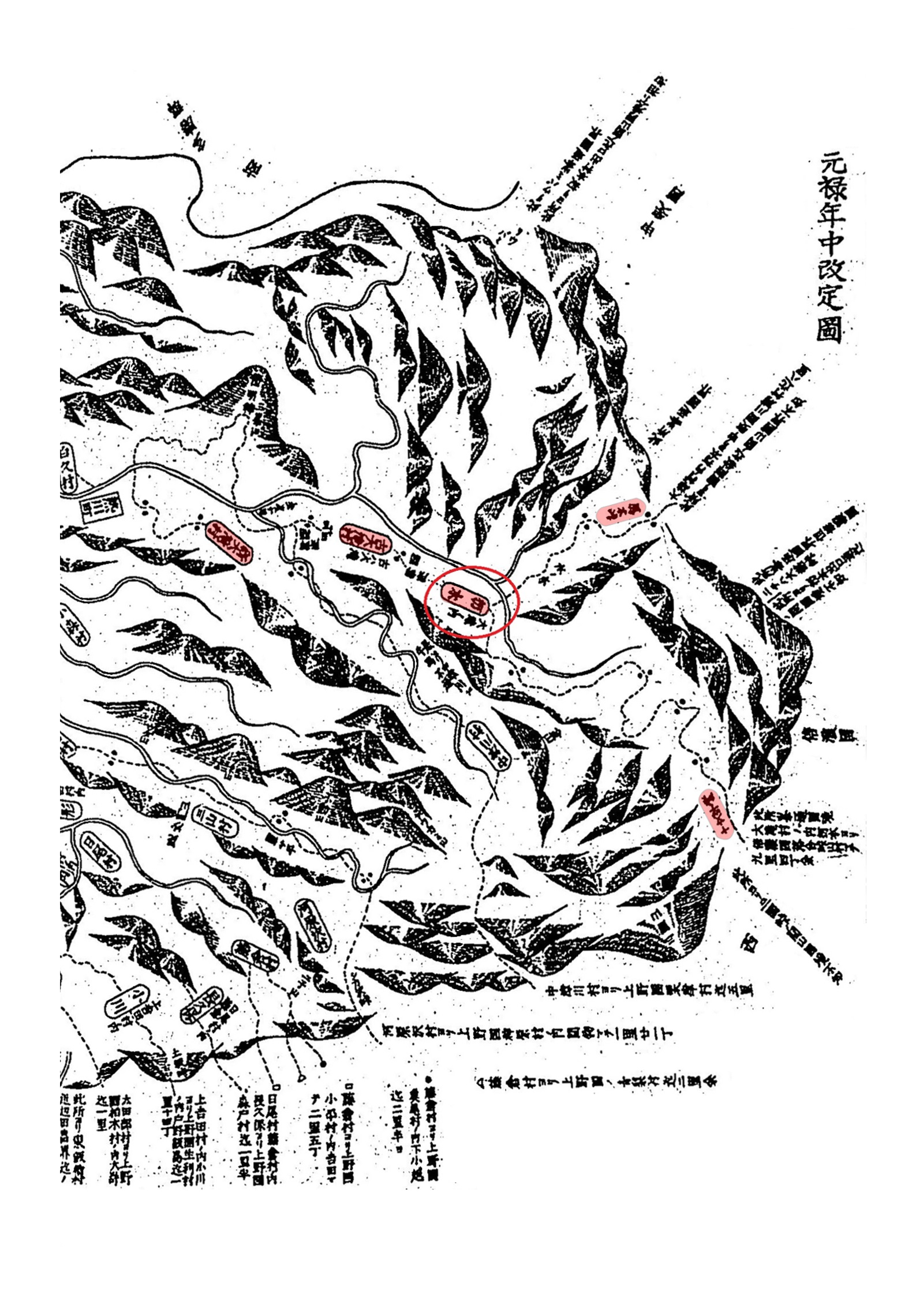
栃本の位置（「元禄年中改定図」（秩父郡）新編武蔵風土記稿に拠る。）

栃本関所の位置は、秩父郡古大滝村栃本に置かれていた。荒川が刻んだ深いV字渓谷の急勾配上の要害堅固の地に立地する。栃本は、江戸から中山道を経て35里、川越街道を経て31里半、青梅街道より27里あり、栃本から雁坂峠を越える甲州へと通じ、三国峠、十文字峠などで信州・上州にも通じていた。

## 栃本関所の設置と管理

### 関所の設置
戦国時代
栃本関所の設置は、『新編武蔵風土記稿』によると戦国時代、武田信玄の秩父浸入の際設けられたとされ、番士を家臣山中右馬允とし、武州からの侵攻に備えたといわれている。
江戸時代
慶長19年（1614年）山中馬之丞は追放され、関東代官伊奈忠治･忠治が大村氏を関所の番士とし、関所廃止まで大村家が関所番士となっていた。寛永8年（1631年）には、警備強化のため、武州麻生村、甲州河本村に加番所が指定された江戸より西方、秩父郡三峯神社近くに置かれ、甲斐との往来を取り締まった。
別称について
栃本関所の別称には、菅平宿に接していたことから、菅平関があったとする意見があるが、栃本と菅平は集落が異なり、むしろ両者は別々のもので、最初に菅平関があって、後に栃本へ移転したものとする意見もある
。

### 関所番
江戸時代、栃本関所は関東代官伊奈忠治･忠治が大村氏を関所の番士とし、「大村家累代誌」大村家文書によると大村家が関所廃止まで番頭を世襲していた。
延享元年には関守に二人扶持が与えられるようになった。天明8年（1788年）の明細村鑑差上帳（山中家文書）には、惣名番組と称された栃本・上中尾・下納・大久保の四組が栃本関所・麻生加番所の警備を務めた。

### 加番所
麻生加番所
寛永8年（1631年）には、大岡忠左衛門、黒川八左衛門が巡見し、栃本関所の警備強化のため、雁坂通りの麻生村と甲州川の河本村を栃本関所の加番所に指定、麻生村の加番所では名主千島六郎左衛門を頭とし、小西、大久保、梅久保、井上、牛尾の百姓24人を5人組とし番所の勤務を命じたとするものや、麻生加番所は、古大滝村名主六郎兵衛を頭とし、下納組・上中尾組・大久保組の百姓24人とされているものがある。延享元年に栃本関所では関守に二人扶持となり、麻生加番所でも同様の願い出を出したが認められず、百姓の負担となった。
川浦番所
川浦番所は、甲州四郡の口留番所の一つ。『国志』には「武州秩父口河浦村ノ内天科ニアリ」という。番役は二人で、川浦・上下釜口・上下柚木・下荻原・徳和のいわゆる上郷７か村で共同負担し、その代わり高掛三役が免除された。

### 関所と関所道具類
栃本関所は、『新編武蔵風土記稿』によると、秩父甲州往還に関門が置かれた。門の北側に名主宅をかねた番所があった。関所（大村家宅）は書類の消失により設置時期の関所の規模・構造は不明、関所は江戸時代中に数回の火災で焼失し、建て直された。当初は現存の大村家旧宅より大きかったという。「「東西の通路」には「関門・番門」があり、門と門の間は柵・矢来で囲まれていた。門の内側には「通方御高札」が掲げられていた」。鉄炮改めの高札が掲げられていた
関所道具類は、三道具、十手、捕縄、長道具・桃燈などを最初に下附されたのみだった。
麻生加番所は、『新編武蔵風土記稿』によると、関門はなく、番所は間口２間、奥行1・5間の箱番所で、番人は昼夜一人交替であった。
天明8年（1788年）の古大滝村明細帳（山中家文書）によると、関所の造営・修理では諸道具・関門の修復などは番頭の自分入用でおこなわれていた。塀・柵・関所囲は、栃本・上中尾・下納・大久保の四組から人足を出し修理されていた。

### 栃本・麻生の呼称と取り扱い
栃本・麻生の記載は、正保国絵図や元禄年中改定図（新編武蔵風土記稿）などでは、関所と記載されているが、その後の史料では関所・番所・口留番所と統一していない。また、延享2年（1745年）『諸国御関所覚書』および『諸国御関所書付』（五駅便覧）には、栃本関所の記載はない。
呼称および取り扱いについて、文化11年（1814年）麻生側から訴訟があり、文政3年（1820年）に幕府は裁決を下した。それによると、①栃本ではこれ以後「関所」という名称を止め「口留番所」、麻生は「加番所」とし、②番門は取り払うが、通行手形の取り扱いはこれまで通りとする、③番人は役刀として帯刀することは許すが、宗門人別帳などの公帳簿で苗字を名乗ることを禁止、④番所の施設が大破した時には、一村全体百姓役として普請に当たることが命じられた。以後、公文書では、この使い分けが定着した。

## 栃本関所の改め
戦国時代は、敵の侵攻に対する要衝とされていたが、江戸時代には警備となっていた。寛永8年（1631年）に武州麻生村と甲州河本村に加番所がつけられた。栃本関所は、江戸時代成立以前は軍事的な警備を目的としたが、江戸時代には、「入鉄炮出女」の監視の役割を果たした。また、栃本の奧にあった真の沢・股の沢・小荒川の金山の監視が重要な役割であった。
武州・甲州間の通行
関所の通行は公用を除き、明六つより暮六つまでとした。女性の通行は原則禁止であったが、古大滝村及び近村の善光寺・甲州身延山詣、甲州からの秩父巡礼については許されていた。
この場所の通過は、武州から甲州へは、麻生加番所で千島六左衛門による手形を受け、栃本関所に提出し新たな手形を受け、甲州川村番所に提出するものであった。一方、甲州から武州へは、河村番所（川浦加番所）の手形を栃本関所に提出のみだった。
金山の監視
万治2年（1659年）には、栃本関所の奧の「あか金山」の発掘の願出が江戸幕府に出されると、幕府から関所番へ御金荷物荷札の手形の検閲の強化が申し渡された。
荷駄類の監視
関所は、国境を越えて流通する荷駄類の検閲が役割の一つであった。「唐物・抜荷」を監視し、改め済みの荷駄ハ番所が発行する改手形が添えられた。
川浦番所
番所の通行は、明六つから暮六つまであり、三峯講や秩父巡礼の時には通行手形をみせ、番所の通行を手形を受け栃本で渡し通行していた。遠国の女性の通行は禁止されていた。

## 関所の廃止と史跡指定
関所の廃止
「申上書付」（大村家文書）によると、慶応4年（1868年）5月飯能戦争時に甲府警衛総督府の管理下となり、豊前中津藩主奥平大膳大夫が番所を警備、慶応4年（1868年）8月関所廃止の通達があるが、口留番所の廃止通達がないため、翌明治2年（1869年）に岩鼻県へ伺いの上番所を廃止、関門を取り払っている。
国の史跡指定
「栃本は、東海道箱根、中山道横川両関所の中間にあり、江戸から甲州・信州への交通の要所に位置」し、「建物は木造瓦葺切妻造り、一部2階建てであるが、かつては平屋・いろりの間・台所の私宅部分は、江戸時代の関守屋敷の様相」を残し、「御番門・矢来・柵木等の位置も絵図によってわか」り、現在の役宅は江戸時代後期の建造であるが、関所当時の形態を伝えるものとして、その重要性から1970年（昭和45年）11月12日、国の史跡に指定された。
その他、麻生加番所は、番頭の役宅は現存するが、番人詰所は取り壊されている。